# Jati Ayu
Jati Ayu is een bestuurslaag in het regentschap Gunung Kidul van de provincie Jogjakarta, Indonesië. Jati Ayu telt 6631 inwoners (volkstelling 2010).